# Marcelo Torcuato de Alvear
Máximo Marcelo Torcuato de Alvear Pacheco (Buenos Aires, 4 de outubro de 1868 - Don Torcuato, 23 de março de 1942), mais conhecido como Marcelo T. de Alvear, foi um político argentino, presidente do país entre 1922 e 1928.
Líder da facção antipersonalista da União Cívica Radical (UCR), opositora a Hipólito Yrigoyen. Em contraste com o estilo popular de Yrigoyen, Alvear pertenceu à "aristocracia" bonaerense, sem nunca tentar esconder isso.
Durante seu governo a economia argentina apresentou uma fraca performance. Durante o segundo mandato de Yrigoyen, Alvear ganhou o controle do partido e liderou uma frustrada oposição aos governos conservadores que se seguiram, incluindo a falha Revolução de 1932. Como resultado, foi preso e deportado para a Europa. Concorreu à presidência novamente em 1937, mas foi vítima da chamada "Fraude Patriótica".[carece de fontes?]